# Ángel Gari Lacruz
Ángel Gari Lacruz, (Huesca, 7 de mayo de 1944) es un antropólogo y etnólogo  especializado en la brujería en Aragón.

## Biografía
Sus padres,  Ángel Gari Larroy y Teresina Lacruz Abardía, fueron profesores en Huesca, responsables de la Academia Gari por la cual pasaron más de tres mil alumnas. A la edad de siete años, padeció un ataque de meningitis que lo paralizó y le hizo perder la vista. Casi fue abandonado por los médicos, pero sus parientes buscaron tratamiento en Alemania, Estados Unidos y Madrid, y poco a poco recuperó su movilidad.
Cursó estudios universitarios en Zaragoza, en la Facultad de Filosofía y de Letras. Sus intereses abarcaban temas variados que tocan la historia y la antropología, sobre todo cerca del gran maestro Julio Caro Baroja. Se convirtió en un experto en brujería, creencias populares y antropología y se licenció en geografía e historia por la Universidad de Zaragoza. Su tesina (1971) trata del brujo Pedro de Arruebo y fue seguida por una tesis doctoral (1976) sobre la brujería y la Inquisición en Aragón en el XVII siglo.
En 1979, fue el fundador y el primer presidente del Instituto Aragonés de Antropología. Fue asimismo codirector de la única revista aragonesa de antropología, Temas. Es igualmente consejero del Instituto de Estudios Altoaragoneses, entre otras sociedades.
Desde 1990, es profesor de antropología en el máster de gerontología de la universidad central de Barcelona y ha formado parte del equipo que ha creado un curso de gerontología en Brasil.
Es el creador y el director del Museo de Creencias y Religiosidad Popular del Pirineo Central, instalado desde 1990 en Abizanda (Huesca). Junto con el CEDAS (Centro de estudios y de documentación Aure-Sobrarbe), supone una colaboración transfronteriza entre las municipalidades de Abizanda y de Ancizan (Altos Pirineos, Francia) con el objetivo conservar y defender la cultura tradicional en ambas vertientes de Pirineo.
Ángel Gari Lacruz ha recibido en 2004 el premio de la Fundación Uncastillo.

## Algunas publicaciones
- Brujería e Inquisición en el Alto Aragón en la primera mitad del siglo XVII, DGA, Zaragoza, 1991 ; rééd. Delsan, Zaragoza, 2007.
- Publicaciones de Ángel Gari en el repositorio Dialnet